# Aplonobia crispipilis
Aplonobia crispipilis är en spindeldjursart som beskrevs av Auger och Flechtmann 2009. Aplonobia crispipilis ingår i släktet Aplonobia och familjen Tetranychidae. Inga underarter finns listade i Catalogue of Life.